# アカマツ
アカマツ（赤松、学名: Pinus densiflora）は、マツ科マツ属の常緑針葉樹である。

## 形態
常緑針葉樹の高木で最大樹高50m、胸高直径2.5m程度に達する。樹形は環境によって左右される。明瞭な主幹を持つものが多いが、滋賀県のウツクシマツのように根元から多数分岐し主幹の分からないものもある。樹冠の形状はモミ属（Abies）やトウヒ属（Picea）といったマツ科針葉樹と比べて比較的崩れやすく形は様々である。樹皮は赤みの強い褐色であり鱗状に薄く剥がれ、次第に亀甲状に縦の割れ目がはっきりしてくる。樹皮が剥がれたばかりのところは、赤味を帯びた地肌が見える。
枝は同じ高さから四方八方に伸ばす（輪生）。枝は2種類あり我々が枝として認識するものを長枝、葉の付け根にある数ミリメートル (mm) のごく短いものを短枝と呼ぶ。これを枝の2形性などと呼び、マツ科針葉樹では本種を含むマツ属（Pinus）のほか、カラマツ属（Larix）やヒマラヤスギ属（Cedrus）でも見られる。長枝は鱗片葉という特殊な葉で覆われる。一般に我々が認識する葉については短枝に束生し、本種では1つの短枝には針状の葉が2本である（いわゆる二葉松）。葉の長さは7 - 12センチメートル (cm) 程度。カラマツ属やヒマラヤスギ属も短枝に葉を付けることを基本とするが、これらは枝先の若い長枝に限り長枝にも葉を付ける。これに対し本種を含むマツ属は短枝にしか葉を付けない。葉はクロマツに比べて色が薄く、細く短く、軟らかい。
冬芽は赤褐色の鱗片に覆われ、伸びて新枝になって、下部に雄花がつき、後に先端に雌花をつける。花期は4 - 5月。雌雄同株。雄花は緑黄褐色を帯びており、若い枝に多数つく。雌花は紅紫色で若枝の先端につく。
マツ属にはよくあることであるが、雌花で受粉後、胚珠が受精するまでに時間がかかり、球果が本格的に成長するのは受精後である。球果は翌年の10月頃熟す。球果（松ぼっくり）は、長さは4 - 5センチメートル (cm) の卵形になり、開花翌年に熟す。毬果につく種鱗はくさび型で、その内側に長い翼がついた種子が2個つく。毬果は晴れた日に種鱗を開き、種子を散らす。
根系は垂下根をよく伸ばすタイプであるが、特に深部は殆ど細根を出さないという。土壌保持力は低いと評価されている。実生は発芽直後から根をよく伸ばし、根の成長はスギと比べても非常に速い。
発芽は地上性（英：epigeal germination）で子葉は地上に出てくる。このタイプの子葉は胚乳の栄養を吸い取る吸器、および最初に光合成をおこなう器官という2つの役割がある。子葉は3枚以上ある多子葉植物であり、通常は5枚以上出る。

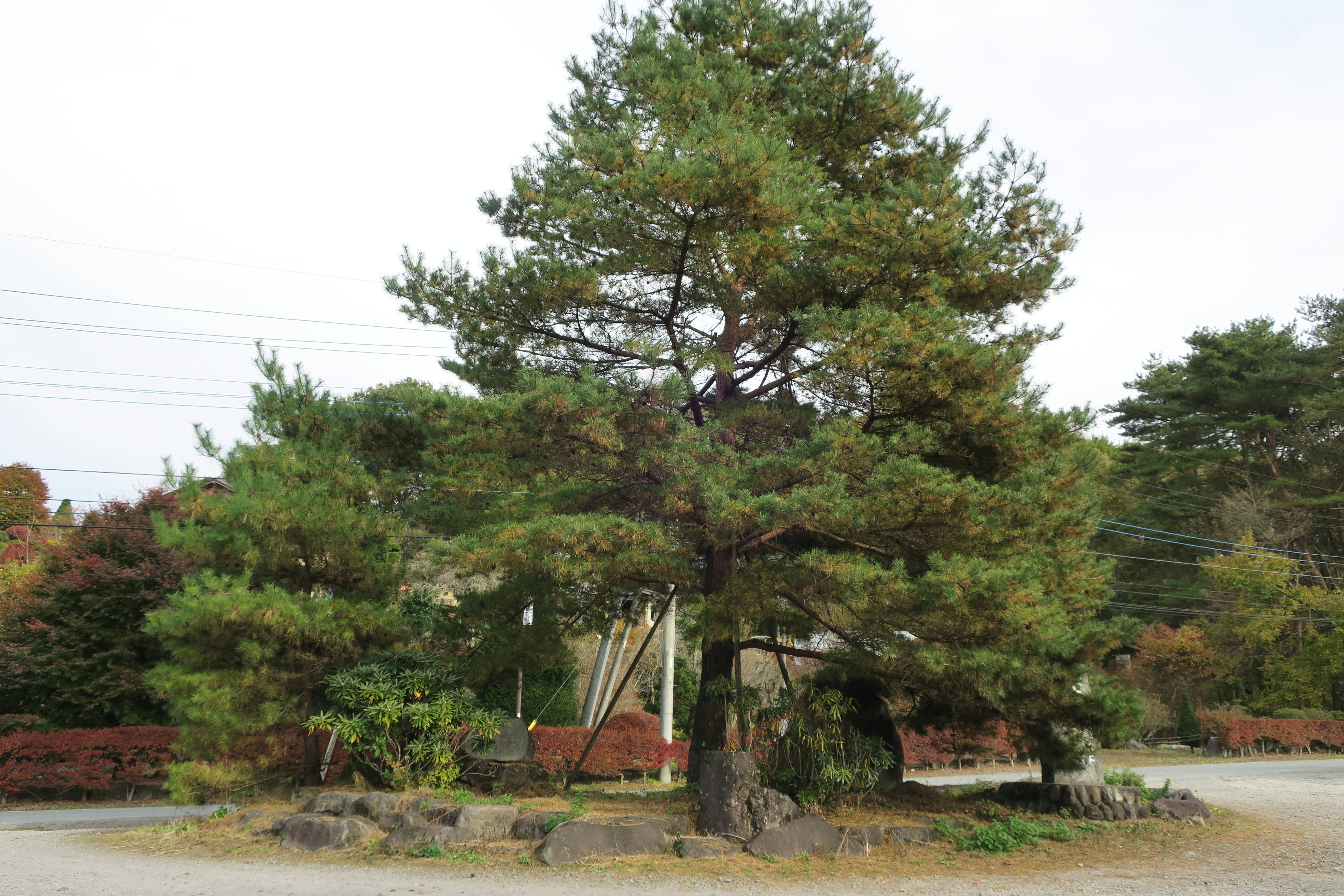
円錐形の樹形
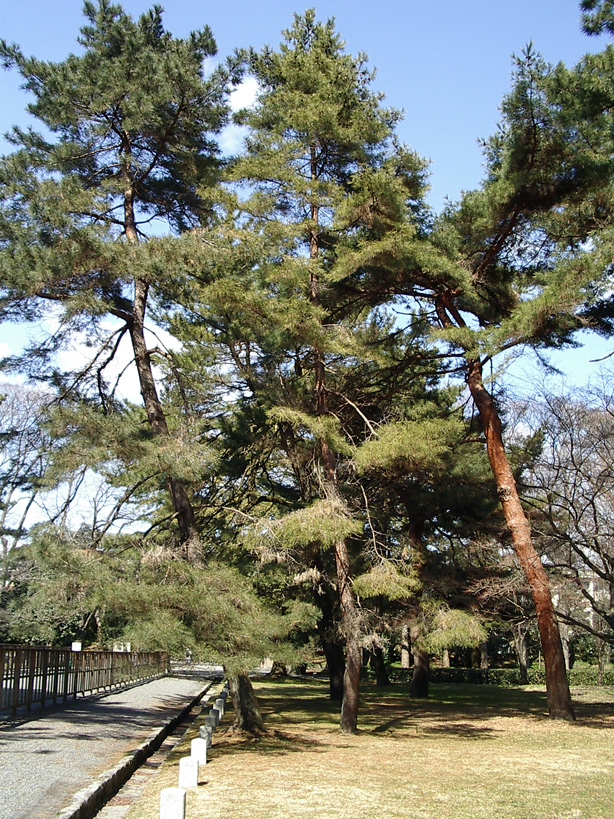
樹皮の赤みがよく目立つ。通常は単幹
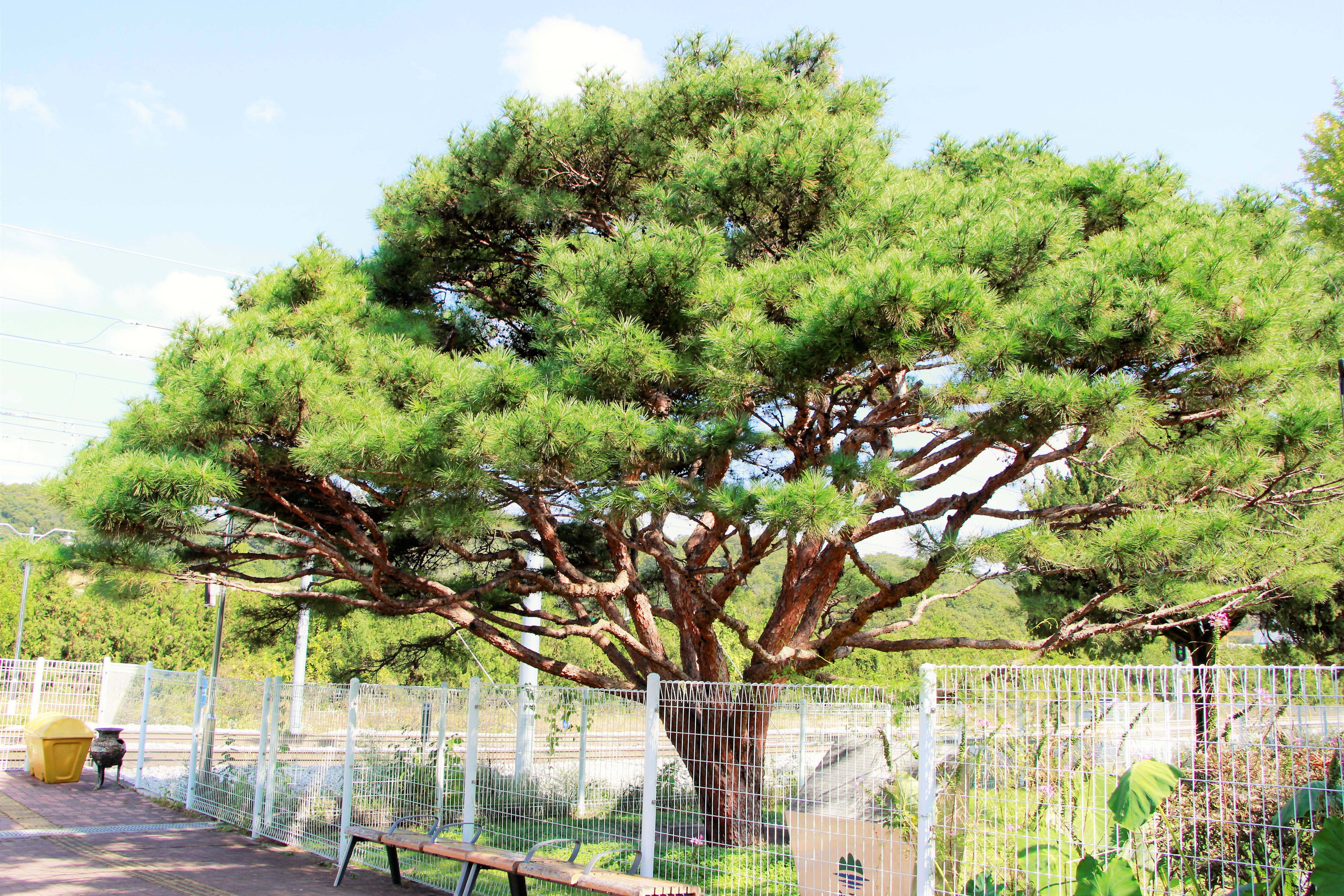
多幹の系統もある。滋賀県名産のウツクシマツ。
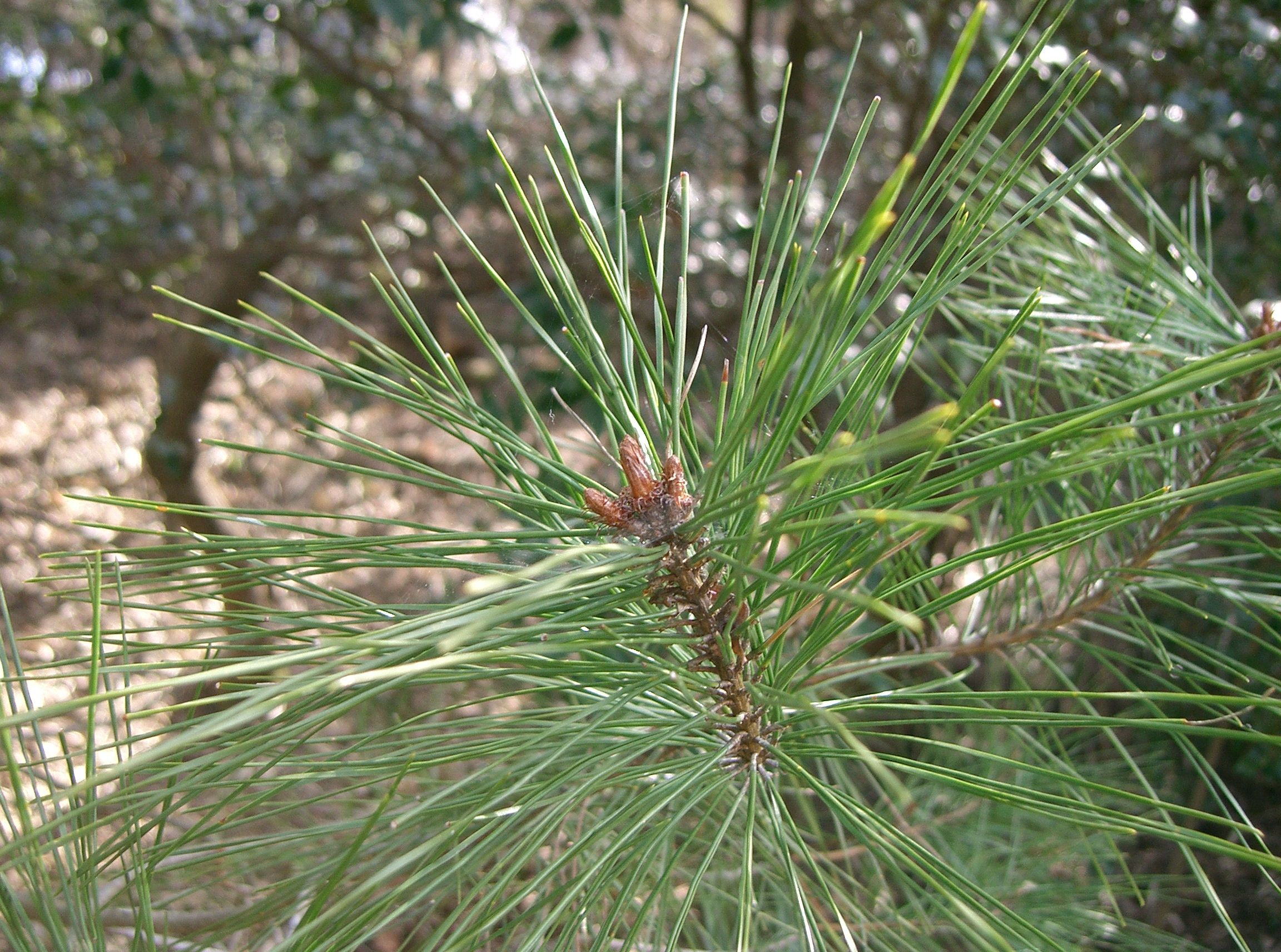
新芽は赤褐色
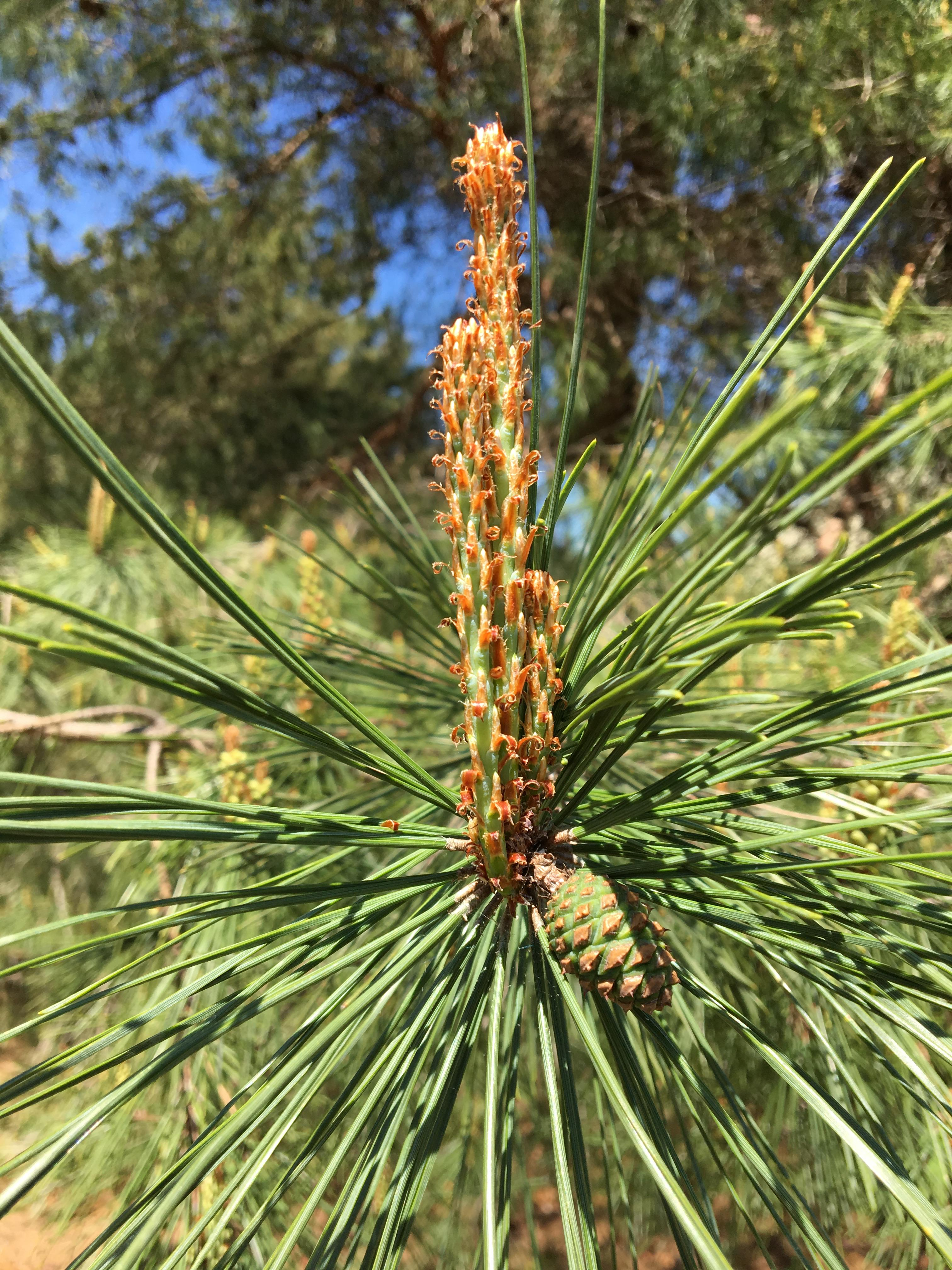
5月。伸長を始めた新芽と前年に受粉した若い球果。
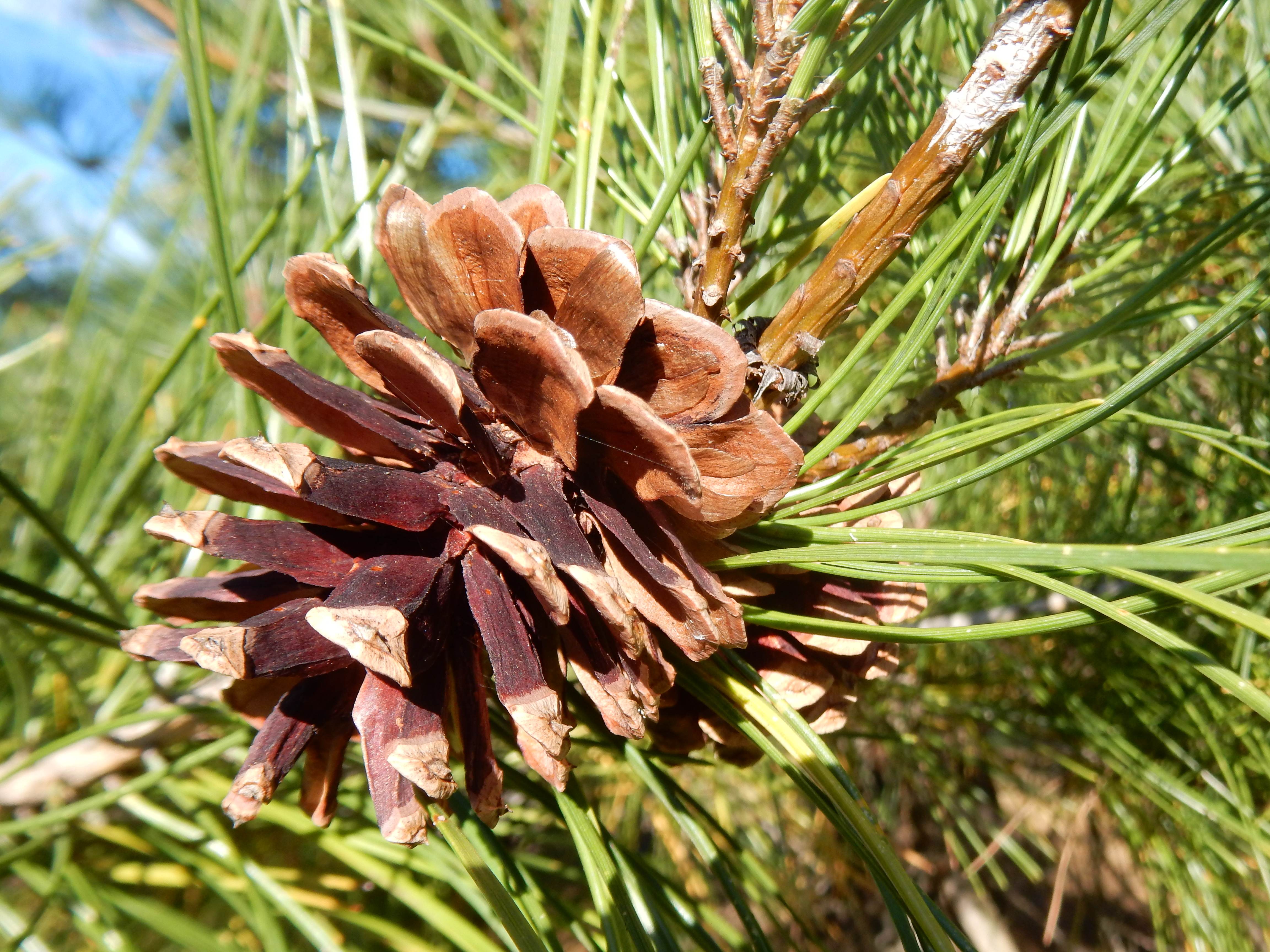
鱗片が開いた球果。一部に種子の翼が見えている。
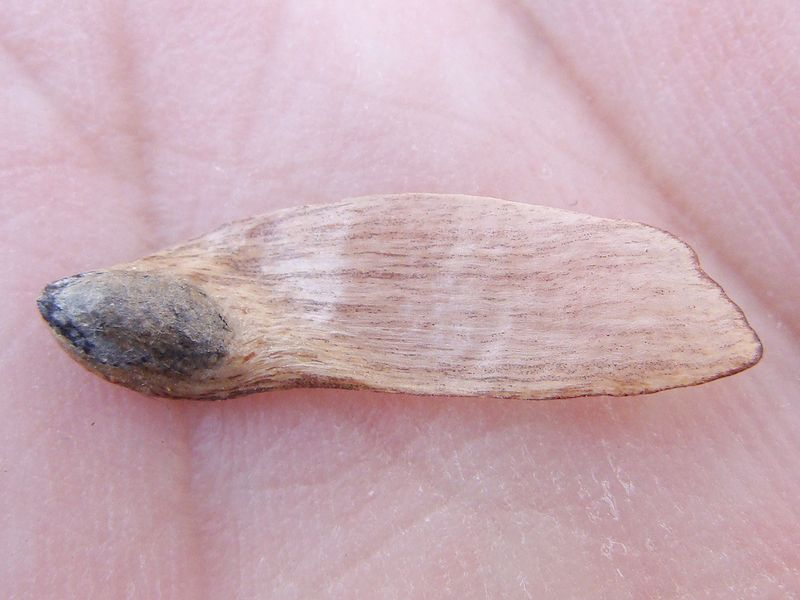
種子は羽を持つ

## 生態
他のマツ科針葉樹と同じく、菌類と樹木の根が共生して菌根を形成している。樹木にとっては菌根を形成することによって菌類が作り出す有機酸や抗生物質による栄養分の吸収促進や病原微生物の駆除等の利点があり、菌類にとっては樹木の光合成で合成された産物の一部を分けてもらうことができるという相利共生の関係があると考えられている。菌類の子実体は人間がキノコとして認識できる大きさに育つものが多く、中には食用にできるものもある。土壌中には菌根から菌糸を通して、同種他個体や他種植物に繋がる広大なネットワークが存在すると考えられている。アカマツ苗木に感染した菌根では全部の部分の成長を促進するのではなく、地下部の成長は促進するが地上部の成長はむしろ抑制するという報告がある。外生菌根性の樹種にスギやニセアカシアの混生や窒素過多の富栄養状態になると菌根に影響を与えるという報告がある。
石灰岩、蛇紋岩、花崗岩（真砂土）のような他の植物が嫌う土壌でも生育でき、しばしば優勢となる。尤もこのような土壌では成長はあまりよくないことも多い。アカマツ林には同じく土壌適性が広く劣悪土壌にも適応するツツジ科低木が混じる場合が多い。どの種類のツツジを伴うかは、地域や微地形によって異なり群集生態学や植物社会学の研究対象になっている。コナラ（Quercus serrata、ブナ科）はしばしば同じような環境に出現し、時にアカマツとも混生する。
菌根の種類、花粉の媒介、種子の散布様式という3つの事象は独立して進化してきたように見えるが、連携して進化してきたのではないかという説が近年提唱されている。外生菌根、風媒花、重力散布（および風散布）はいずれも同種が密集する状況ほど有利になりやすい形質であると考えられている。マツ科、ブナ科、ヤナギ科、カバノキ科、フタバガキ科などはこの条件を満たす代表的な一群である。
アカマツは尾根沿いや岩場などの貧栄養地によく分布する。このような場所は土壌が酸性のことが多く、アカマツは窒素の利用形態として硝酸態窒素ではなく、アンモニア態窒素をより利用することで適応している。肥料分の多い土地を嫌うというわけではなく、苗木に対して施肥を行うと非常に成長がよくなるとされる、また種子の産地によって肥培試験での成長に差が出ることが報告されている。アカマツは多雪には弱い。特に積雪地では雪の吹き溜まるような場所では苗木が定着できないとされ、このことも比較的雪の少ない尾根上によく出現する理由となっていると見られている。種子は雪に埋まった環境で進展する雪腐病にも弱いという  。多雪地に適応できるかできないかの差の理由の一つに樹形が考えられており、適応できない種はハイマツ（Pinus pumila）のような地を這うような樹形に変形できないために雪圧を強く受けてしまうからではという推測がなされている。
アカマツの遺伝的な多様性は西日本のものが高く、東日本の自然集団はごく小さい集団から派生しボトルネック効果を受けたことが示唆されている。アカマツの国内における広範な分布は、最終氷期以降の温暖化開始時期（約1万年前～）よりもすっと最近のできごとであることが花粉分析の結果から示唆されており、縄文時代にはアカマツが広範に優占していたのは瀬戸内地域周辺のみであったのに対し、その後日本人の農耕文化の進展に伴い、過度の土地利用と森林破壊によりアカマツの生育適地となるやせ地の拡大が起こったことから、 西日本の他地域、中部日本、東・北日本の順にアカマツ林が急速に拡大したと考えられている。
更新は実生による。萌芽更新（Coppicing）や伏条更新を行うことは知られていない。また、挿し木困難樹種として知られる。人工的にも苗木は実生、もしくは庭木などの場合は接ぎ木苗で生産しているが、親の遺伝子を確実に受け継ぐクローンである挿し木技術についても病害対策などから研究が進められている。小さな挿し穂を用いる所謂「マイクロカッティング」、挿し穂の薬剤処理、挿し床の加温、湿度を保つ密閉挿しなどによって発根率が向上するという。
典型的な陽樹であり日あたりを好む。また、アカマツ林に落ちたアカマツ種子は春に数万本/haで発芽するものの、その年の秋までには8割以上が死んでしまうといい、原因としては昆虫などによる食害、立枯病(damping off)、乾燥害が挙げられている。これは生態学でいうジャンゼン・コンネル仮説（母樹の近くの同一種の稚樹ほど病害等の影響を受けやすく生存率が低いために、他の種が侵入する隙が生じ森林の多様性が進むという仮説）に近い。林内で更新できない理由は日照だけでなく、動物の影響もあるといい林内では捕食による死亡率が高いという。
アカマツが優勢な森林では共生できる植物が限られ、林床には植生が発達しない状況がしばしば見られる。アカマツの葉の抽出物質は一部の植物の発芽を妨げるアレロパシー（他感作用）を示すという。また、落ち葉を頻繁に除去している地域でも同様の現象が見られ、生体から葉以外の経路でも放出されていると見られている。なお、キノコの子実体の水抽出物にもアレロパシーを示すものがあるとされるが、アカマツ林の菌類がどの程度のアレロパシーを持つのかという点はよくわかっていない。
日長は動物、植物共に様々な影響を与えていることが知られている。本種も実験室で18時間-20時間の日長に調整してやると側枝を発達させず、主幹だけが伸び続けるfoxtailing（和名未定）という異常成長が見られる。この現象は熱帯産のマツ類ではしばしば知られており、日本産種でも亜熱帯に分布するリュウキュウマツは日長12時間程度に調整してやることで発現するという。
木炭を大量に使って酸化鉄を還元するたたら製鉄や定期的に火入れを行う焼畑農業で農地や牧草地を造成するような地域 では植生遷移が退行ししばしばアカマツが優勢となる。中国山地や北上山地がよく知られる。ただし、山火事の頻度があまりにも高いとアカマツは定着できない。草原の維持のために毎年のように野焼きを行う阿蘇山や由布岳ではアカマツの群落はほとんど見られず、草原の中にカシワ（Quercus dentata ブナ科）などが点在する光景が見られる。アカマツの苗木や成木は山火事自体には弱く焼損すると枯死してしまうが、火災後に競合相手のいなくなった環境にいち早く苗木を定着させ優占種となる生存戦略だと見られている。山火事後の種子供給源としては残存木が重要であり、埋土種子からの発芽には期待できない。山火事や火山の噴火のような大規模な攪乱に対しては萌芽更新を行う植物が最初に再生してくることが多い。マツ類に寄生し時に枯死させる菌類の一種ツチクラゲ（Rhizina undulata ツチクラゲ科）の胞子は地温が高いときに発芽し、山火事がしばしば発芽のきっかけとなることで知られている。
猛禽類の営巣場所としてアカマツがしばしば高い確率で選ばれることで知られる。アカマツをはじめとするマツ科針葉樹は同じ高さから輪生に枝を出すことから、巣を安定させやすいのではないかと言われているがよくわかっていない。
クロマツに比べ内陸のマツのイメージが強く、クロマツの方が耐塩性が高いという報告が多いが、さほど変わらないという報告もある。実際に三陸海岸などではアカマツが海岸付近まで分布し、高田松原などはアカマツが優勢な松原として知られた。
本種の最も重要な病害は下記のマツ材線虫病であるが、他の病気も存在する。初夏の針葉の内部にはマツバノタマバエの幼虫が付き虫こぶを形成し内部を食害する。激害が2年続くと、枯死することも多いという。タマバエの幼虫は初夏から翌年春にかけて葉を食べ進み、春にマツから脱出し地中で蛹になる。羽化は初夏で、成虫の寿命は一日で交尾成功率は気象条件の影響などが大きいなどの生活史が分かっている。

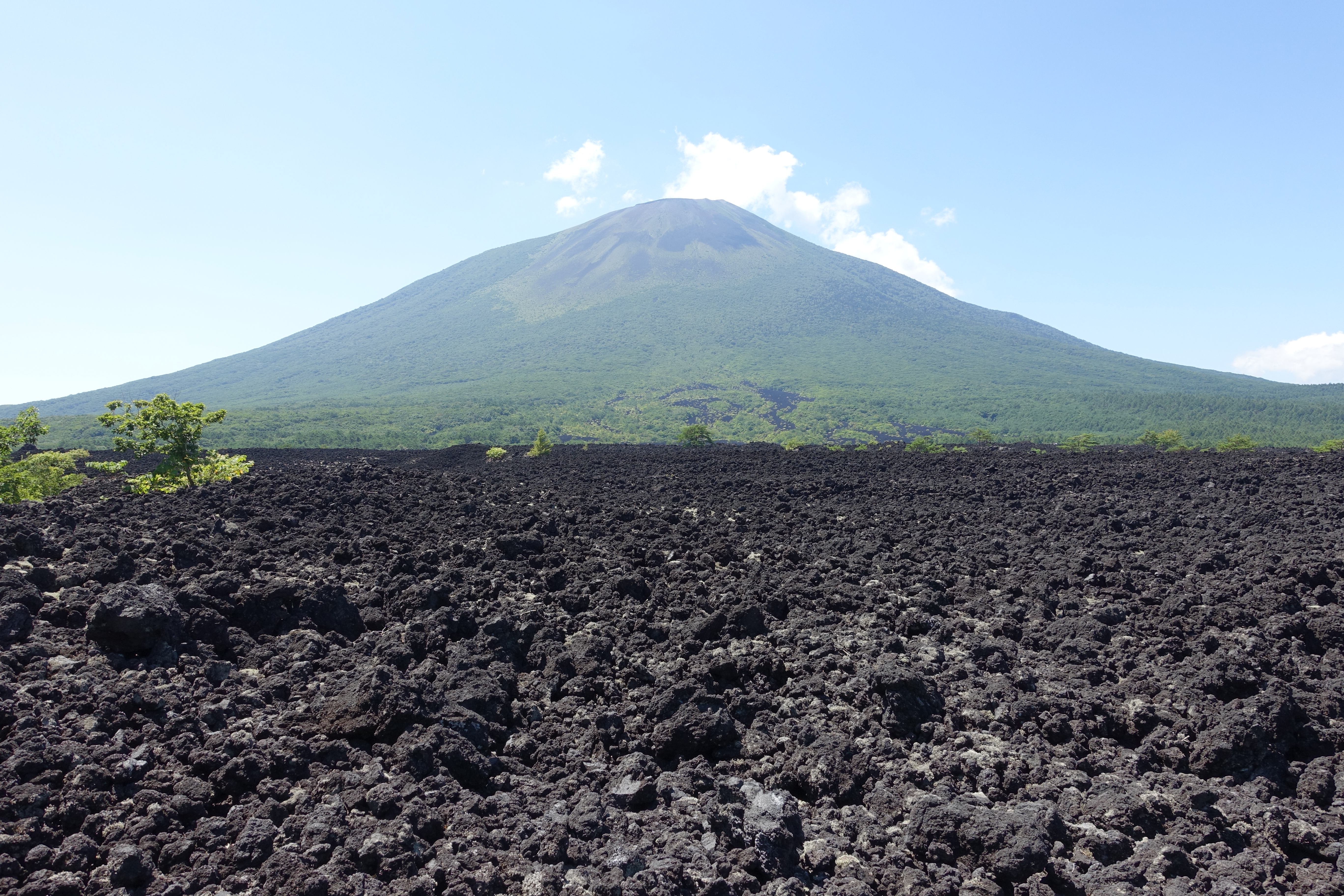
溶岩の上に点在するアカマツ（岩手県岩手山の焼走り熔岩流）
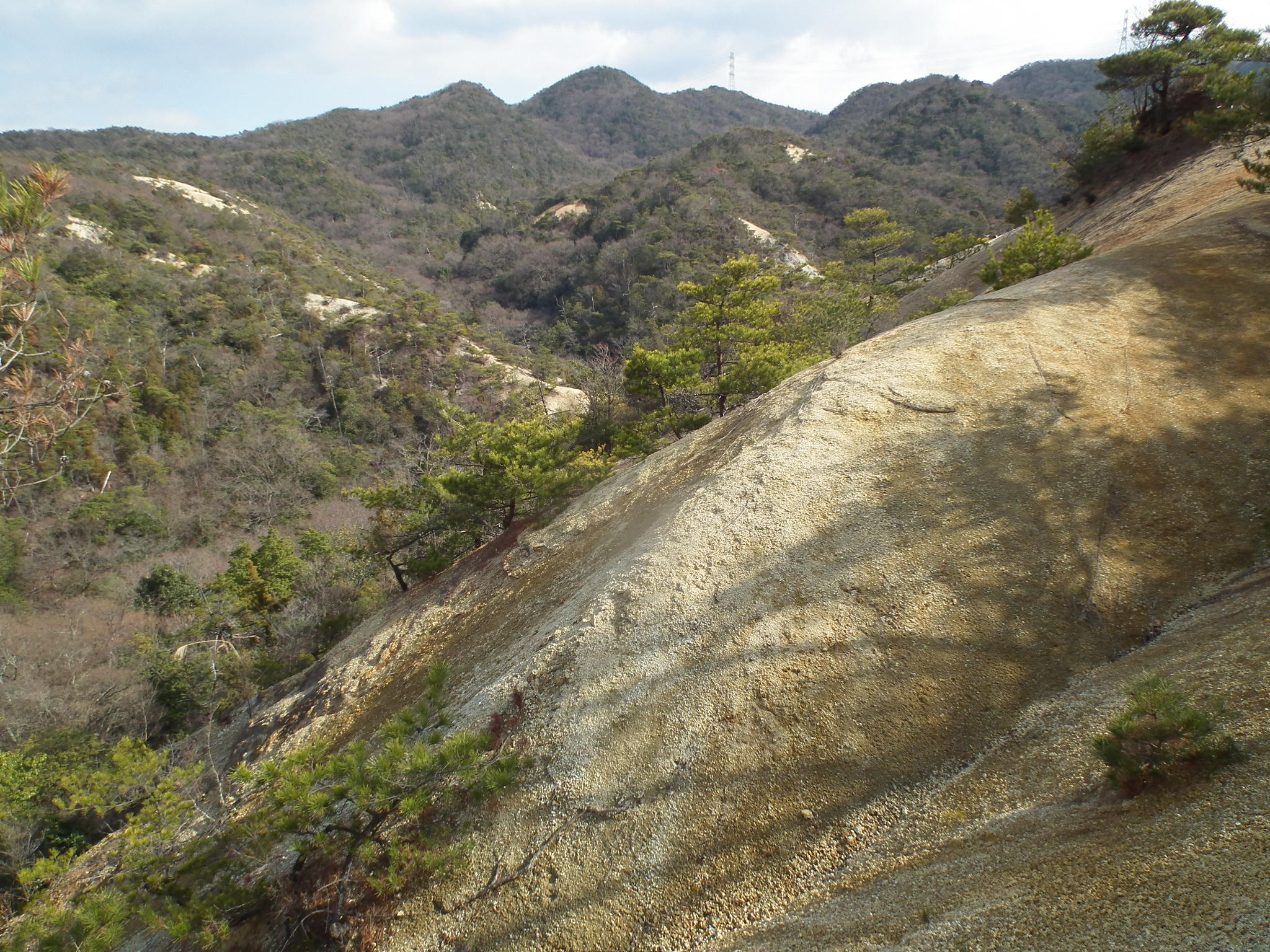
保水力に乏しく劣悪な風化花崗岩（マサ土）の斜面に生えるアカマツ（神戸市シビレ山）
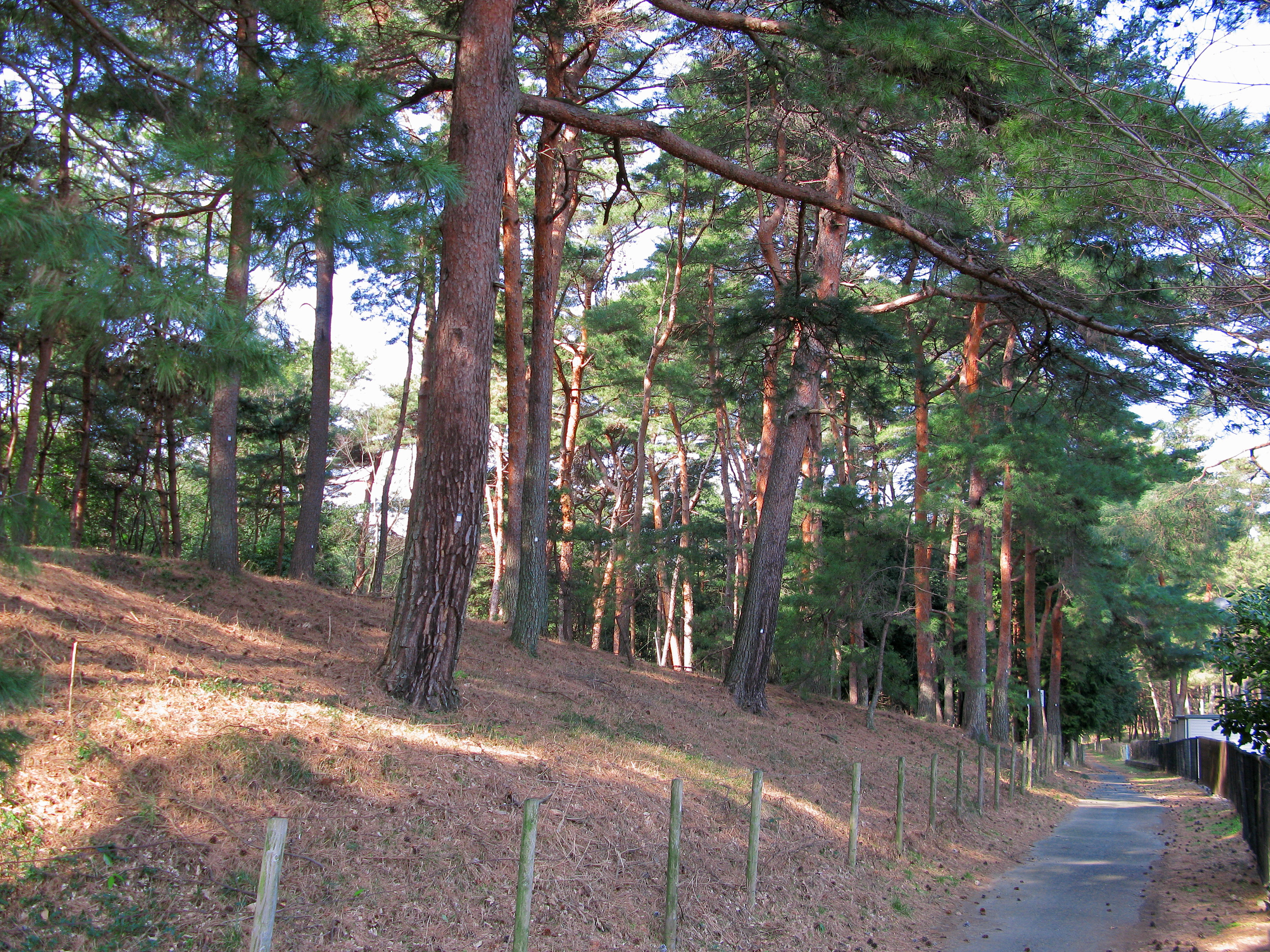
内陸砂丘に成立したアカマツ林（埼玉県の会の川の志多見砂丘）林床に植生が発達しない
菌根によるネットワークの模式図
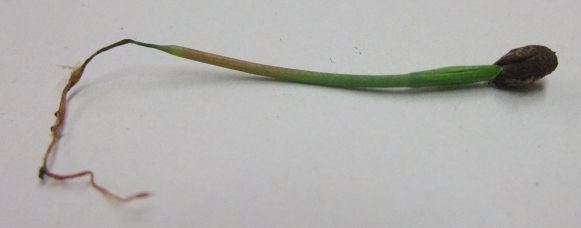
参考：近縁種テーダマツ実生の立枯病

### マツ材線虫病
マツ材線虫病（英：pine wilt、通称：松くい虫）は全国的にアカマツの枯死被害をもたらしている病害である。原因は線虫による感染症であることが1971年に日本人研究者らによって発表され、その後カミキリムシによって媒介されることが判明した。アカマツはこの病気に感受性が高く、枯死しやすいことから媒介昆虫であるカミキリムシの駆除や殺線虫剤の樹幹注入などの対策が被害の先端地域や保安林などの重要な森林を中心に進められている。また、被害の大きかった森林でも枯死せずに生き残ったアカマツを選抜して種を採り、線虫に強い系統を探し固定する試みが全国で行われている。

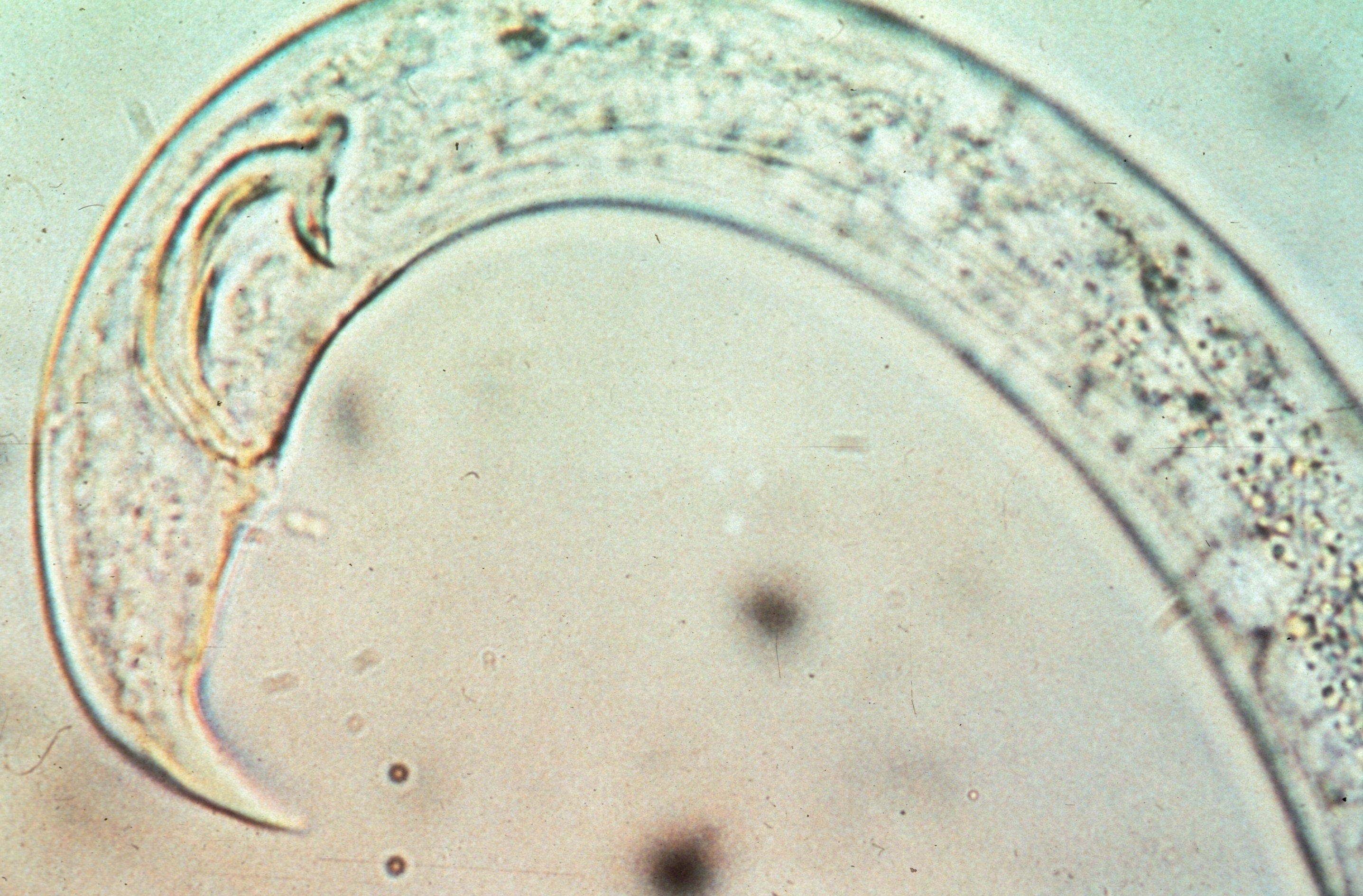
マツノザイセンチュウ(Bursaphelenchus xylophilus)
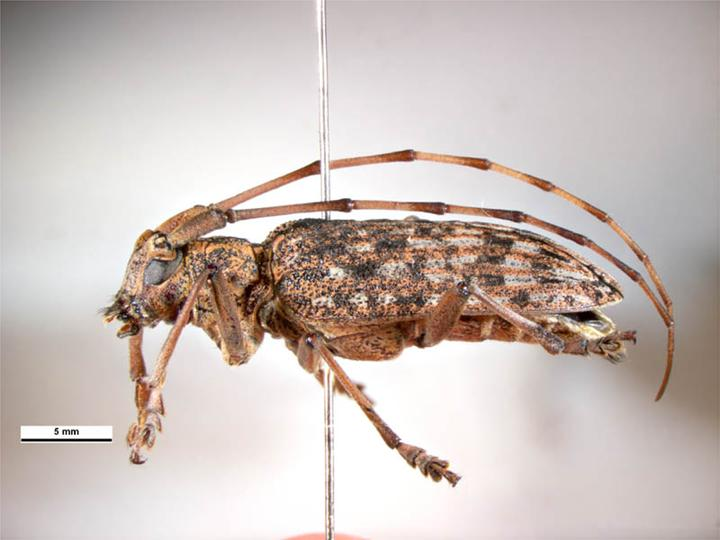
主要な媒介昆虫であるマツノマダラカミキリ（Monochamus alternatus）
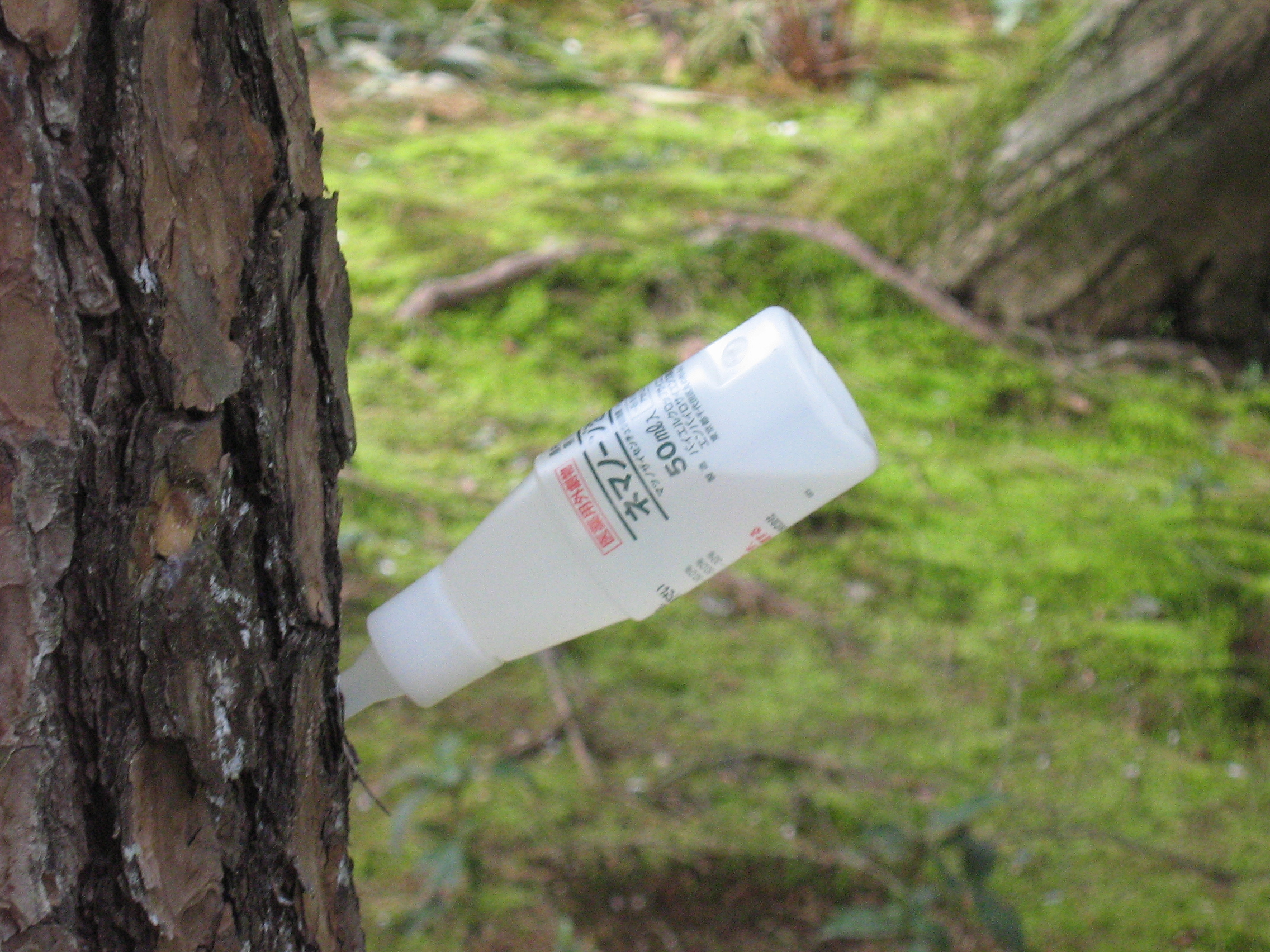
殺線虫剤の樹幹注入

## 分布
日本産のマツの中で最も広い範囲に分布し、本州（北海道南部を北限とする説もある ）、 四国、九州、屋久島まで自生する。トカラ列島・悪石島以南の南西諸島には別種のリュウキュウマツが分布する。国外では朝鮮半島、中国東北部（及びロシア沿海地方）などに分布する。
アカマツはクロマツよりも北方系の種とされる。江戸時代の『大和本草』11巻にも両者の分布には差が出る旨が記されており、西州にはクロマツが多く、畿内地方はアカマツの方が多く、これに伴い出るキノコも違うということが書かれている

## 人間との関係

### 木材
気乾比重は0.5程度。辺材は黄褐色で赤みを帯びた心材との境界ははっきりしている。軟らかく加工しやすい。軽いわりに強度もあるために建築用構造材として使われ、特に梁材として評価が高い。
疎植貧栄養で育つイメージがあるが、疎植だとマツ類は樹形が暴れやすく太い枝を出す特性（樹形の密度効果などと呼ばれる）があり、良材にはならない。高品質の通直な材を採るためには、比較的地力のある場所に4,000本/haから10,000本/haで密植する必要がある。このために植栽本数が多くなりがちなことから、形質の良いものを伐採時にわざと一部残し、種を散布させて植栽の手間を省く天然下種更新という造林技術についても古くから各種研究されている。この方法では数万本/haという高密度で実生が発生するために、ある程度自然に間引かせた後に間伐等の作業へと続く。
シロアリの被害を受けやすく、使用場所と処理方法を選ぶ木である。マツ類は一般にシロアリが好み、沖縄ではリュウキュウマツを建材としては用いずに、家の周りに埋めてシロアリ誘引剤として使っていたという。土場で放置するとキクイムシによる穿孔と虫が持ち込む青変菌による変色被害を受けやすいことにも注意が必要で、伐採後は速やかに製材し乾燥処理を行う必要がある。土場で放置しなければならない場合は薬剤処理が有効だという。薬剤の浸透性は良好なので、防腐剤を浸透させたうえで鉄道用の枕木にも使われた。防腐剤を使用することでマツ枕木の寿命は10年程度と無加工のものに比べて大幅に伸びる。
カラマツ同様に旋回木理で乾燥によるねじれが生じやすいのも特徴である。アカマツは特にS回旋が多いという。乾燥技術は各種研究されている。
マツ類は良くも悪くも豊富な樹脂（ヤニ）が特徴となる木材である。過湿に強いために土木用杭材などとしては評価が高く、遺跡の発掘調査ではマツ類の杭がしばしば見つかる。江戸の街では棺桶にも使われていたという。これらはヒノキ科樹木の枯渇による代用の面もあるのではと推測されている。
強度に関係ない場所としては敷居の摩擦部や和室の床柱などに使用される。加工性が良いことから家具材、食器などにも使用できる。色味の濃い材は「肥松」と呼ばれ珍重される。ヤニが出やすいことから彫刻に用いられることは少ない。京都・広隆寺の弥勒菩薩像のうち1体がアカマツ材で作られていることが知られている。この時代の仏像はクスノキを使うものが圧倒的に多く、アカマツは非常に珍しいもので国宝に指定されている。
かつては全国的に銘木の産地があり、甲地松（青森県）、御堂松（岩手県）、東山松（岩手県）、白旗松（山形県）、津島松（福島県）、霧上松（長野県）、諏訪森松（山梨県）、大山松（鳥取県）、滑松（山口県）、茂道松（熊本県）などがあった。これらは樹形や枝の付き方で昔から選抜されてきたといわれており、国や県の保護林などに指定されているものもある。マツ材線虫病（松くい虫）の蔓延に伴い西日本の産地は壊滅した。また、松くい虫の蔓延地域に指定されると伐採木材の移動が制限されるため、国産アカマツ材市場も相当影響を受け縮小した。林野庁統計によるとクロマツも含めマツ類の生産量は1975年に390万立方メートル（㎥）の生産量があったが、2016年には約70万㎥まで減少している。対照的にカラマツで1975年には統計なし（1979年に80万㎥）だったのが、2016年には230万㎥と増加している。1990年代以降の主要産地は岩手県と青森県、および長野県である。このうち、岩手県と長野県ではマツ材線虫病の被害が拡大しており、影響が危惧されている。

### 燃料
材には松脂を多く含み、火付きがよく火力も強い。そのため薪の原料として重視されていた。化石燃料が普及した現在でも、陶芸の登り窯にくべる薪やお盆の松明などに使われている。陶芸用の薪窯の燃料としては最も重要な樹種であり、炎が大きい点（火足などと呼ばれる）、燃焼温度が高い点、炭化しにくく灰になるまで燃え尽きて窯の温度が下がりにくい点等が他の樹種に比べて優れているとされる。アカマツの薪にこだわる陶芸産地としては釉薬を使わずに高温で焼き上げる備前焼が特に有名だが、その他の窯元でも薪窯はアカマツを主として使っているところが大半である。京都の五山送り火でも、大量のアカマツの薪が組まれて焚かれ、それぞれ文字の形になる。炭化したものは松炭と呼ばれ、たたら製鉄の還元剤として使われるほか、高温で燃えることからクリの炭などと共に日本刀や高級包丁の製作の燃料としても使われている。松脂に糠を混ぜて成形し竹皮に詰めた蝋燭が農村部で使われていたという。

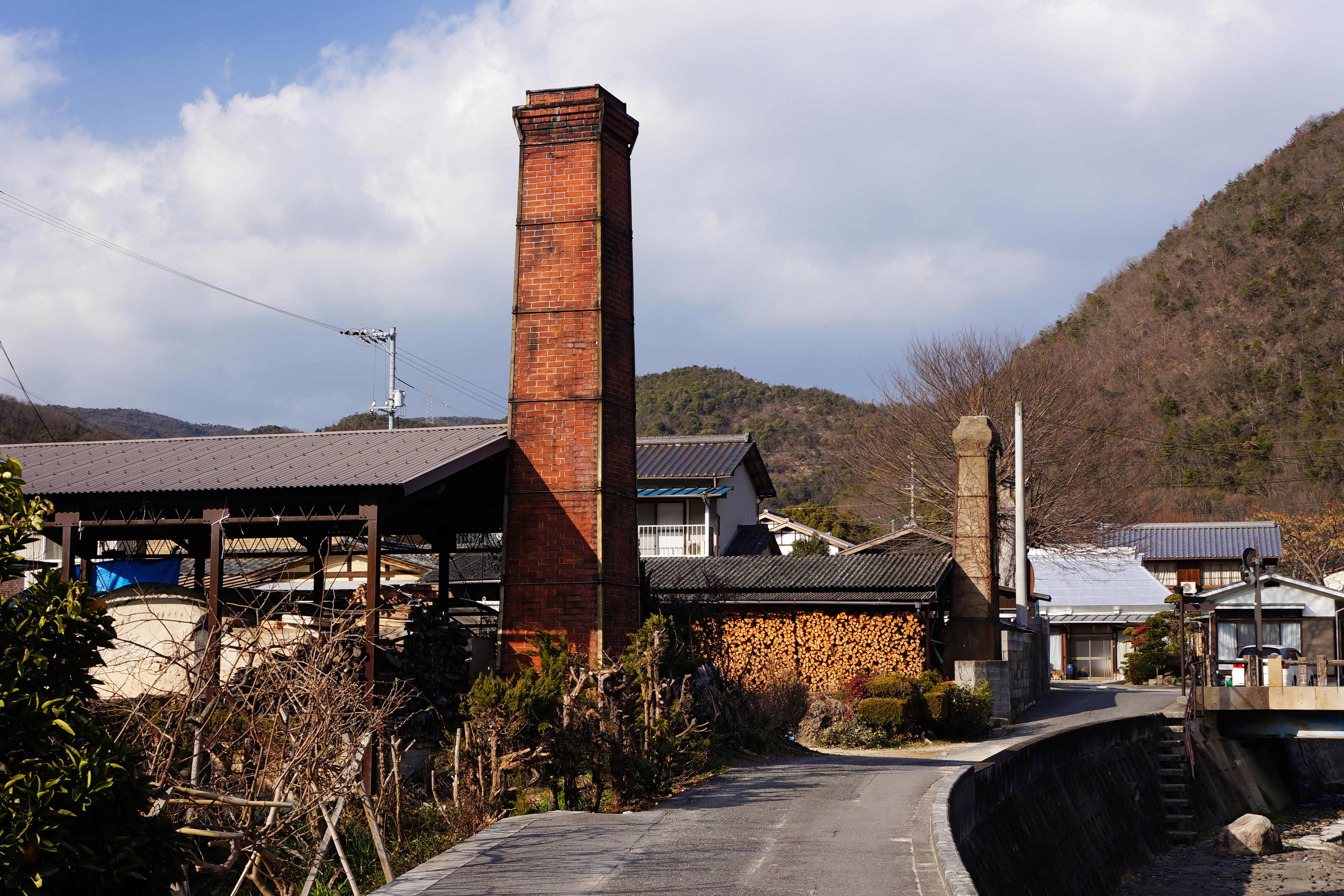
備前焼の窯とアカマツの薪（岡山県備前市伊部地区）
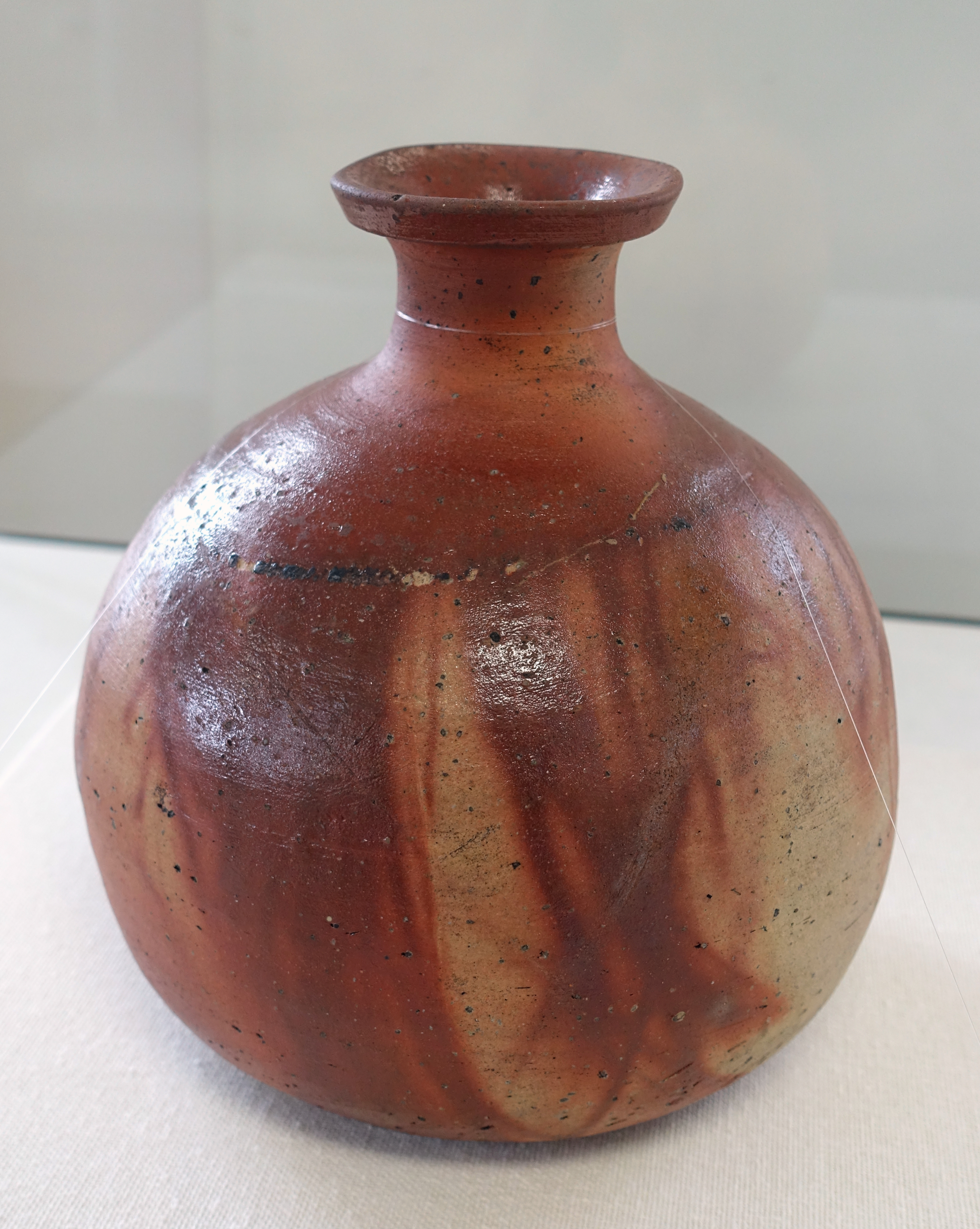
赤みが特徴の備前焼
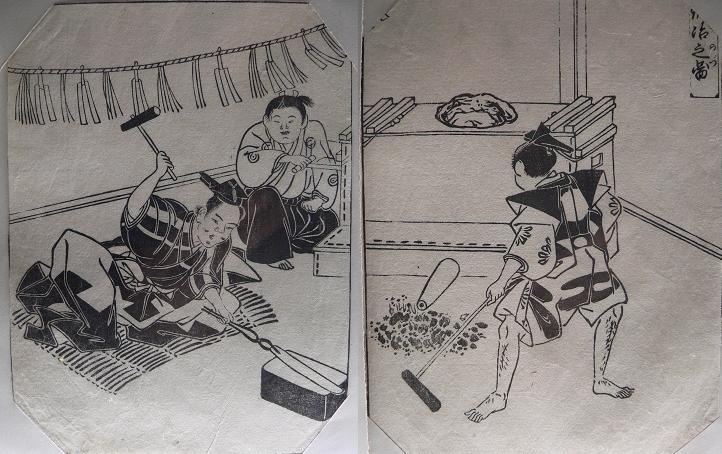
松炭を使う刀工（刀鍛冶）

### 繊維
辺材部より繊維を採り、縄に結って「松縄」を作った。水に強いので船のロープなどに使ったという。球果からも繊維を摂ることができ、こちらは布団のワタなどに使用した。
製紙パルプ原料としても用いられる。昔よく用いられた亜硫酸パルプでは、アカマツパルプは樹脂により生成物の質が低いこと、および心材部の蒸煮困難による歩留まりの低さが大きな問題とされていた。最近主流のクラフトパルプではこのような問題は起きていない。アメリカのテーダマツではリグニン合成経路の酵素を一部欠き、パルプ精製でリグニンを除去しやすいパルプ向きの優良個体が発見されており、増殖させたうえで製紙パルプ用として大規模に植林されているというが、日本のアカマツではこのような事例は知られていない。

### 園芸
樹形をコントロールしやすいので、庭木として栽培される他、盆栽としても利用される。クロマツと比較するとクロマツの方が短枝が伸びやすく、より庭園樹向きだと言われる。
庭木で用いられる伝統的な害虫対策の手法に藁を編んだ菰をマツの樹幹に巻き付けるこも巻き（菰巻）がある。対象とされる害虫は幼虫がマツの葉を食べるマツカレハ（Dendrolimus spectabilis）で、十分終齢幼虫が蛹になるために地上に降りる際に菰の中で留まるという性質を利用し、菰を定期的に処分することで駆除するというものである。大抵は晩秋に菰を設置し春先に撤去し処分することから冬の風物詩になっている場所が多い。こも巻きの効果については農薬よりも低コストであるとしてこれを推奨するものもあるが、マツカレハよりもそれを食べるサシガメやクモなどが菰を隠れ家として利用する例もあり、マツカレハ幼虫の死因は特に成長後期ではこれらの肉食節足動物によるものが多いとされることから 、不用意に菰を焼却処分などするのは逆効果ではないかという意見もある。材線虫病を媒介するマツノマダラカミキリの薬剤駆除においても益虫が死亡する例が報告されている。菰巻と並ぶ冬の名物に雪吊がある。
並木道にもしばしば使われる。道南の七飯町には、明治天皇行幸を記念して植樹された並木が国道5号沿いにあり、「赤松街道」と呼ばれている。 

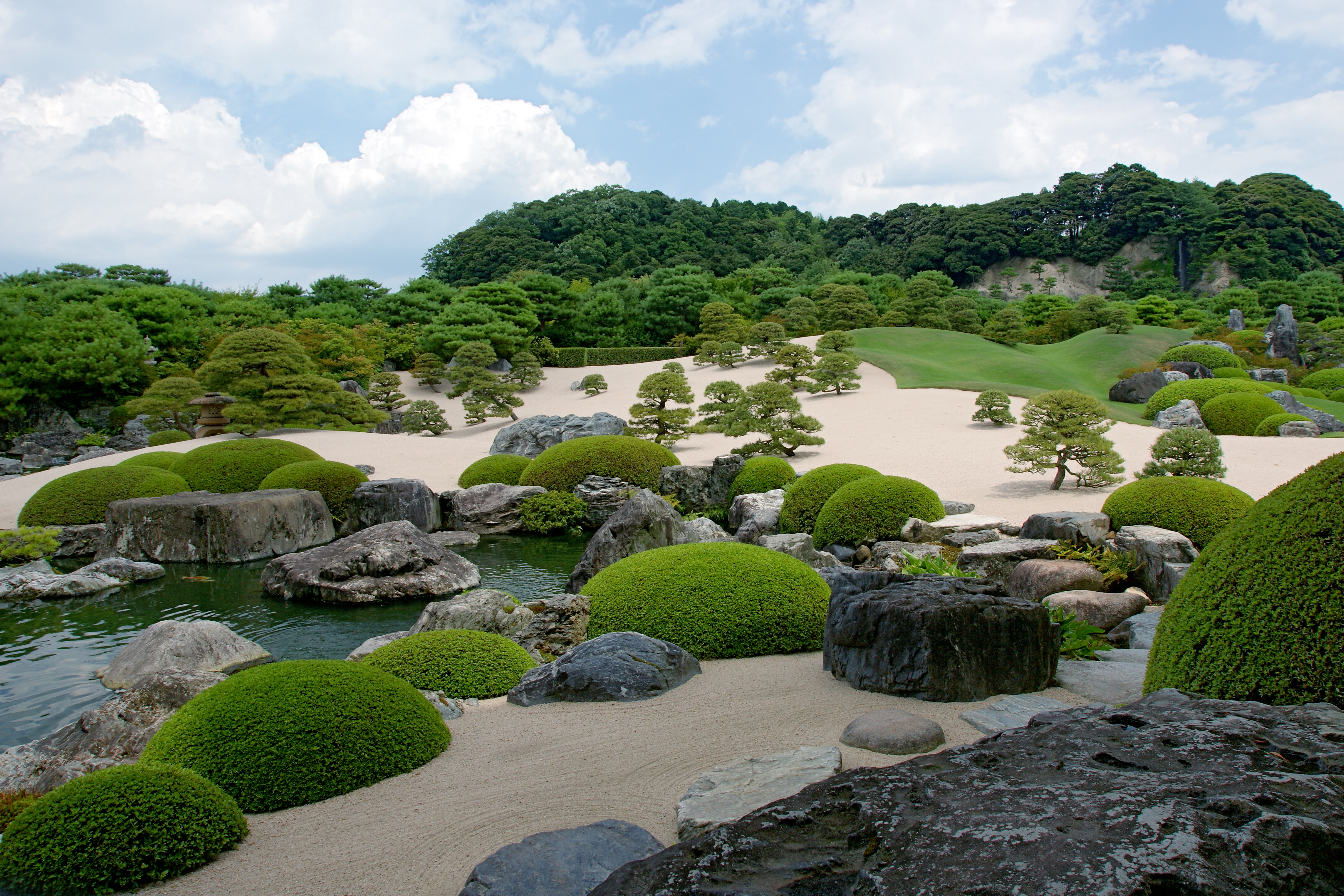
庭木にもちいられるマツ（足立美術館）
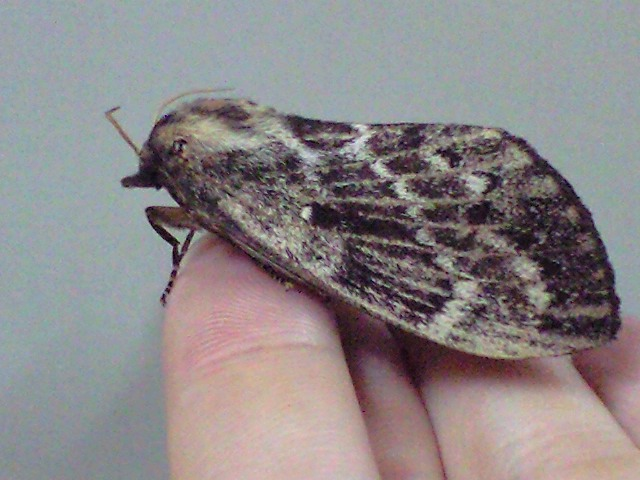
マツカレハ（Dendrolimus spectabilis）雌成虫
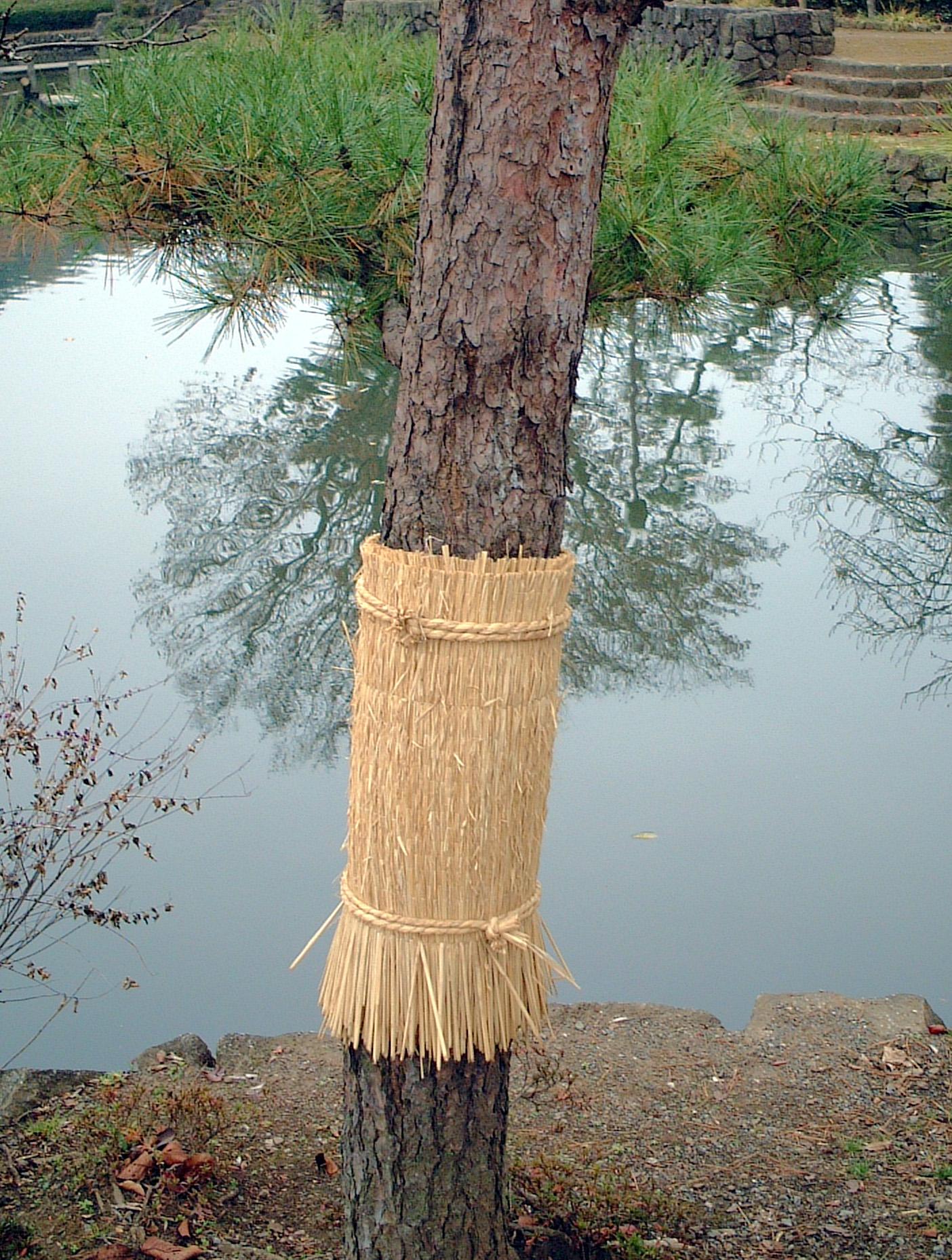
樹幹に菰をまかれたアカマツ
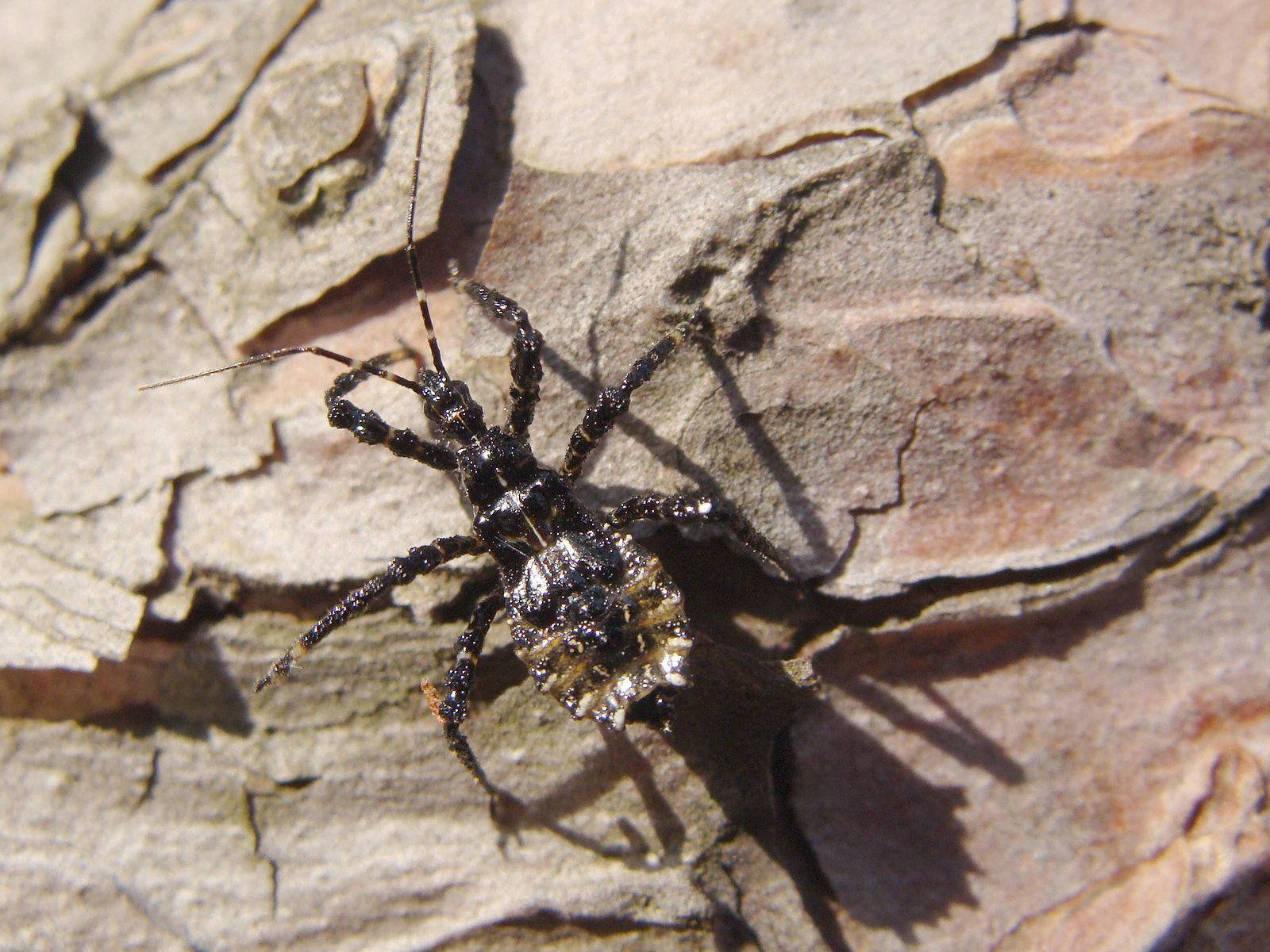
ヤニサシガメ
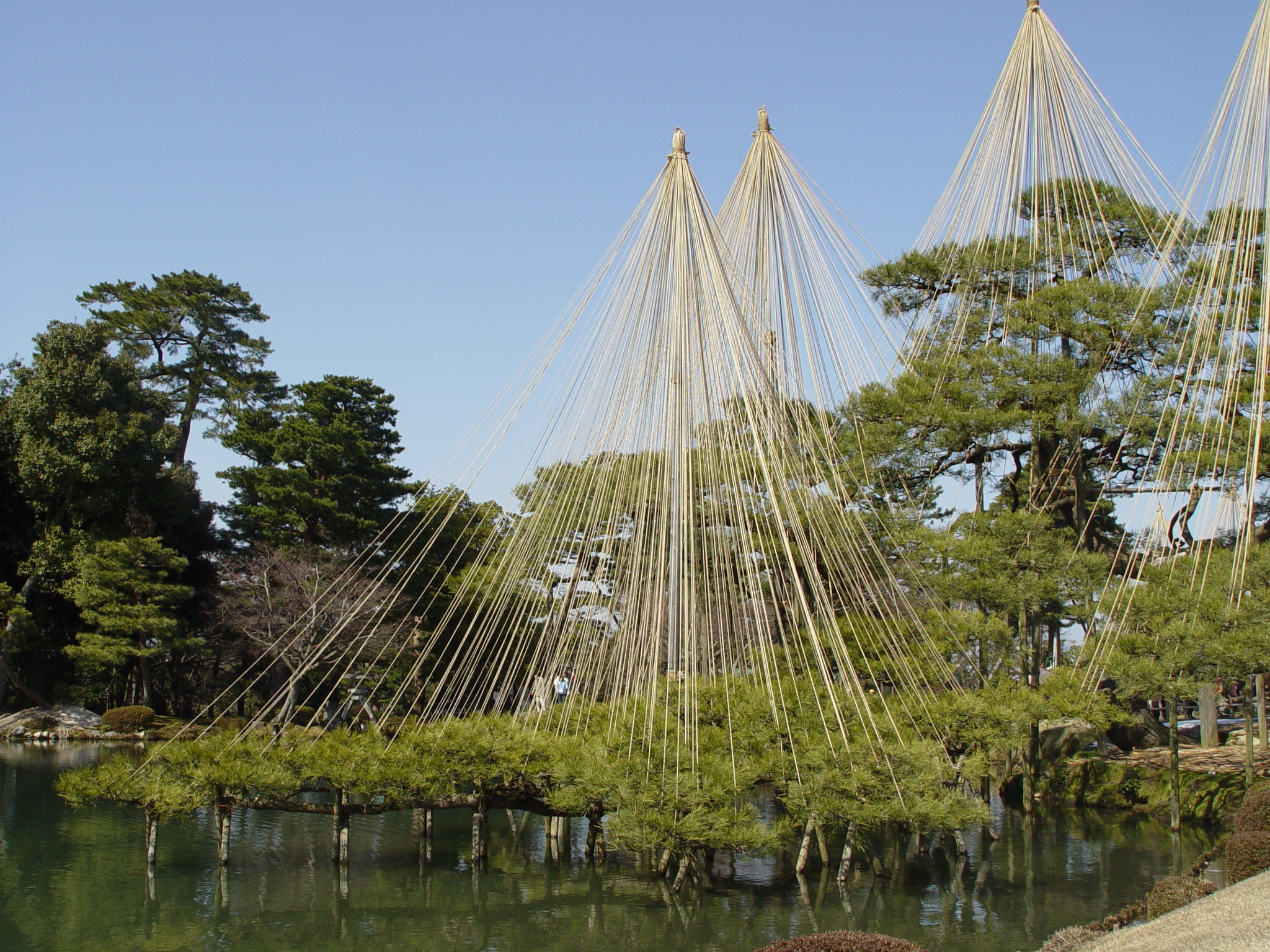
雪吊が取り付けられたマツ

#### 園芸品種
アカマツには下記の園芸品種がある。
- Pinus densiflora 'Pendula' シダレマツ[97]
- Pinus densiflora 'umbraculifera' タギョウショウ[98]（多行松、シノニム：Pinus densiflora f. umbraculifera[99]）
- Pinus densiflora 'Oculus-draconis' ジャノメアカマツ[100]

### 食用・薬用
東北地方では凶作時に、ドングリやトチノキの実から作った餅やなどとともに「松皮」が食べられていたという記述がしばしば登場する。これはマツの内樹皮（いわゆる甘皮）を食べていたと見られる。現在でも秋田県南部にはアカマツの樹皮を餅に練りこんだ松皮餅が伝わり、三月の節句の時に食べる習慣があるという。
中国や朝鮮半島を中心にマツ類の花粉を食用としており、アカマツも利用するという。江戸時代の『大和本草』にも登場し、薬用として使われていた旨が書かれている。食用の花粉は中国名は「松花」や「松黄」、朝鮮語名は「송화가루」と呼ばれる。近年の日本においても長崎県の島嶼部で食用にする習慣があったという。
葉は松葉（しょうよう）、ヤニを集め乾燥した塊を松脂（しょうし）と言い、生薬として用いられる。葉は生もしくは炙ったものをアルコールに漬け、酒として飲むことで服用する。松脂は蒸留の結果、個体部分をロジン、液体部分をテレピン油と分ける。塗り薬もしくは飲用する。抗菌作用や血流を増加させる作用（引赤）などがあり、炎症や冷え性に効くとされる。。二（三）針葉マツ類の利用は中国や欧米などでもよく見られ、アメリカではロジンとテレピン油は製紙パルプ業界でマツ材を原料にクラフトパルプを製造する際の副産物として大量生産しているという。原料とするマツおよび製法の違いにより成分は様々である。テレピン油は摂取量次第で有毒であり、海外では子供の死亡例もあるという。
生態面で触れたようにアカマツをはじめとするマツ属は菌類と共生し菌根を作る。アカマツと共生し栄養をやり取りする菌類の子実体を食べることは間接的にアカマツを食べているともいえる。共生する菌類は幅広く、テングタケ科、イグチ科、ヌメリイグチ科、フウセンタケ科、キシメジ科、ベニタケ科など多数知られる。どの菌根菌が優先するかについては腐植の量、周囲の植生や微地形等により異なるとされている。アカマツ林は日本各地の平野部ではブナ科広葉樹の優先する里山と並び、身近なキノコ狩り・観察のフィールドの一つである。
直接食べるわけではないが、毒性がないことから食品包装用の経木として用いられることがある。身近なところでは特に納豆の経木にはアカマツがしばしば用いられる。稲わらと違い経木には納豆菌が含まれていないために、納豆菌の純粋培養技術と合わせて清潔な工場での納豆の大量生産を実現した。

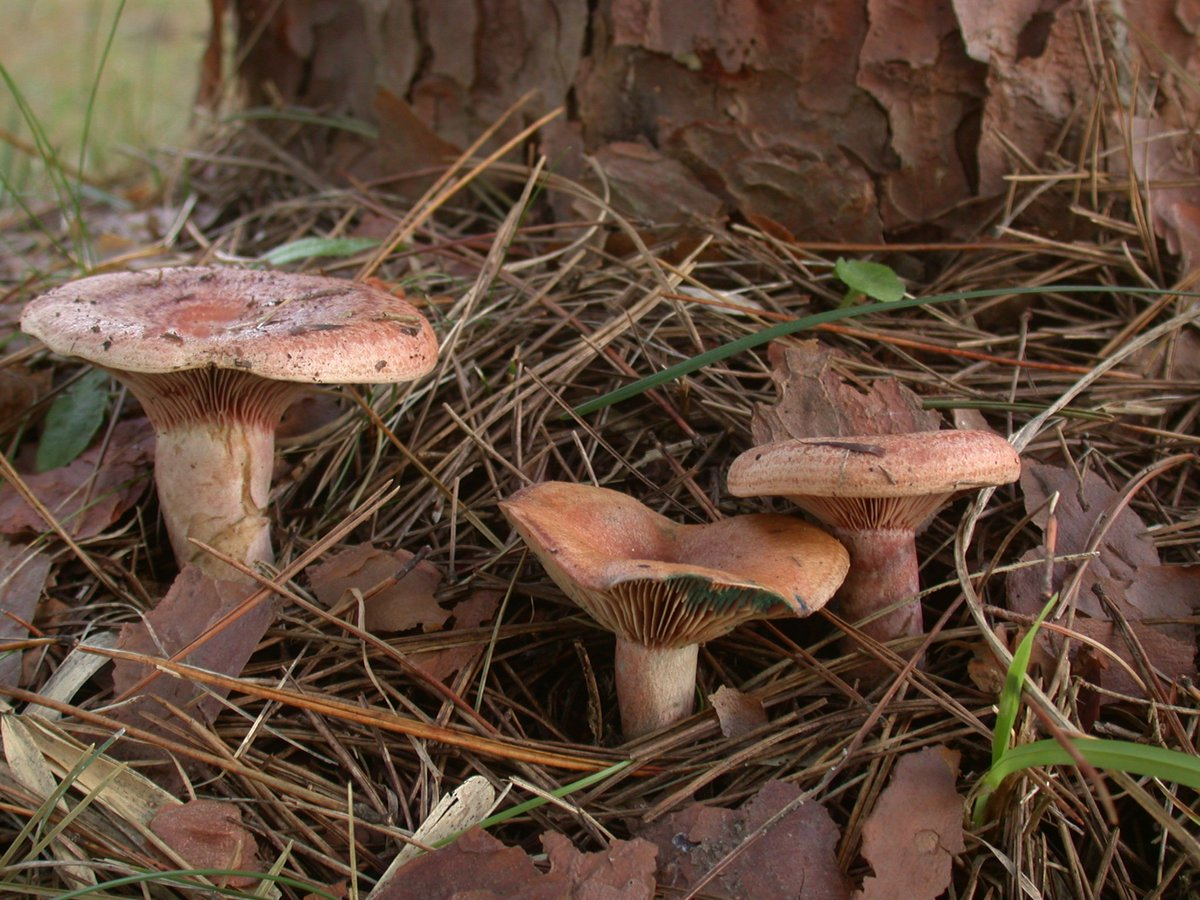
ハツタケ（Lactarius hatsudake、ベニタケ科）
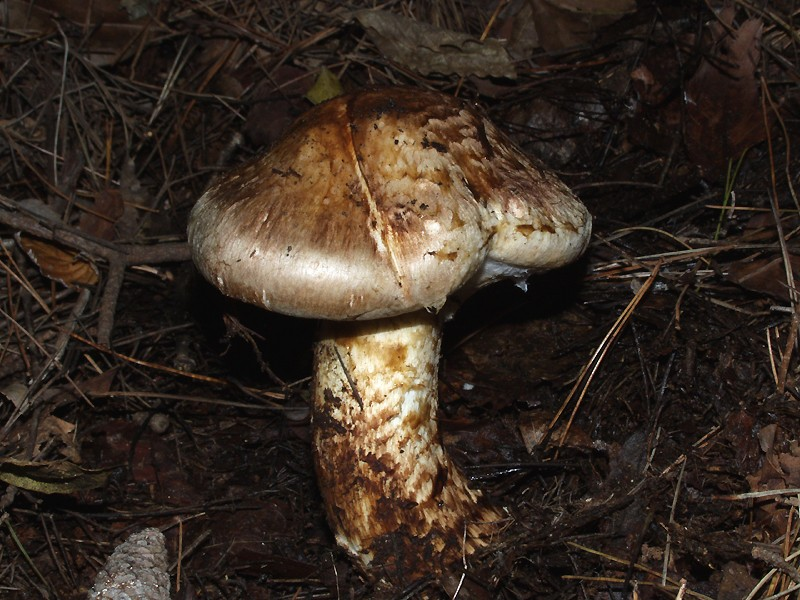
マツタケ（Tricholoma matsutake、キシメジ科）
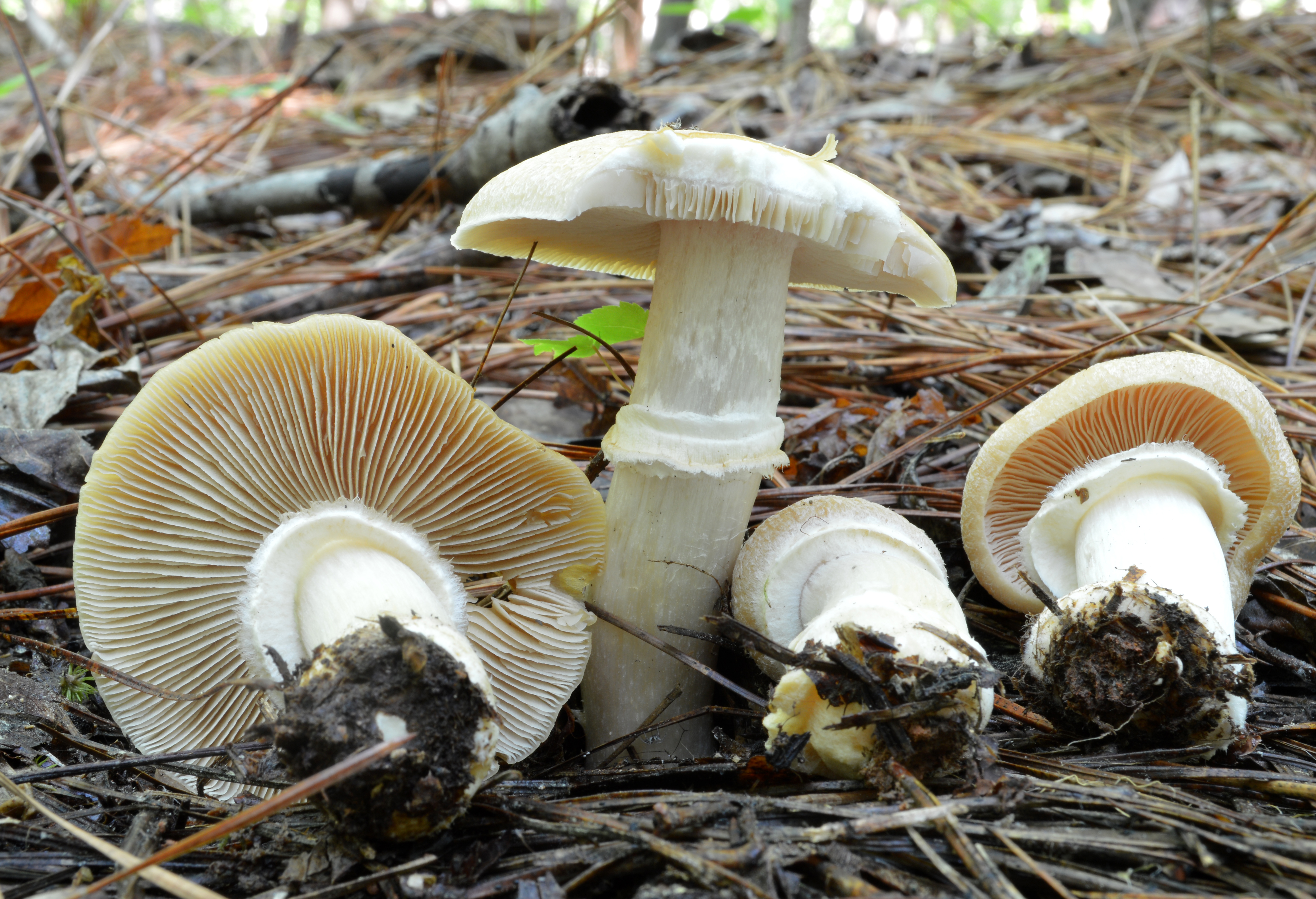
ショウゲンジ（Cortinarius caperatus、フウセンタケ科）
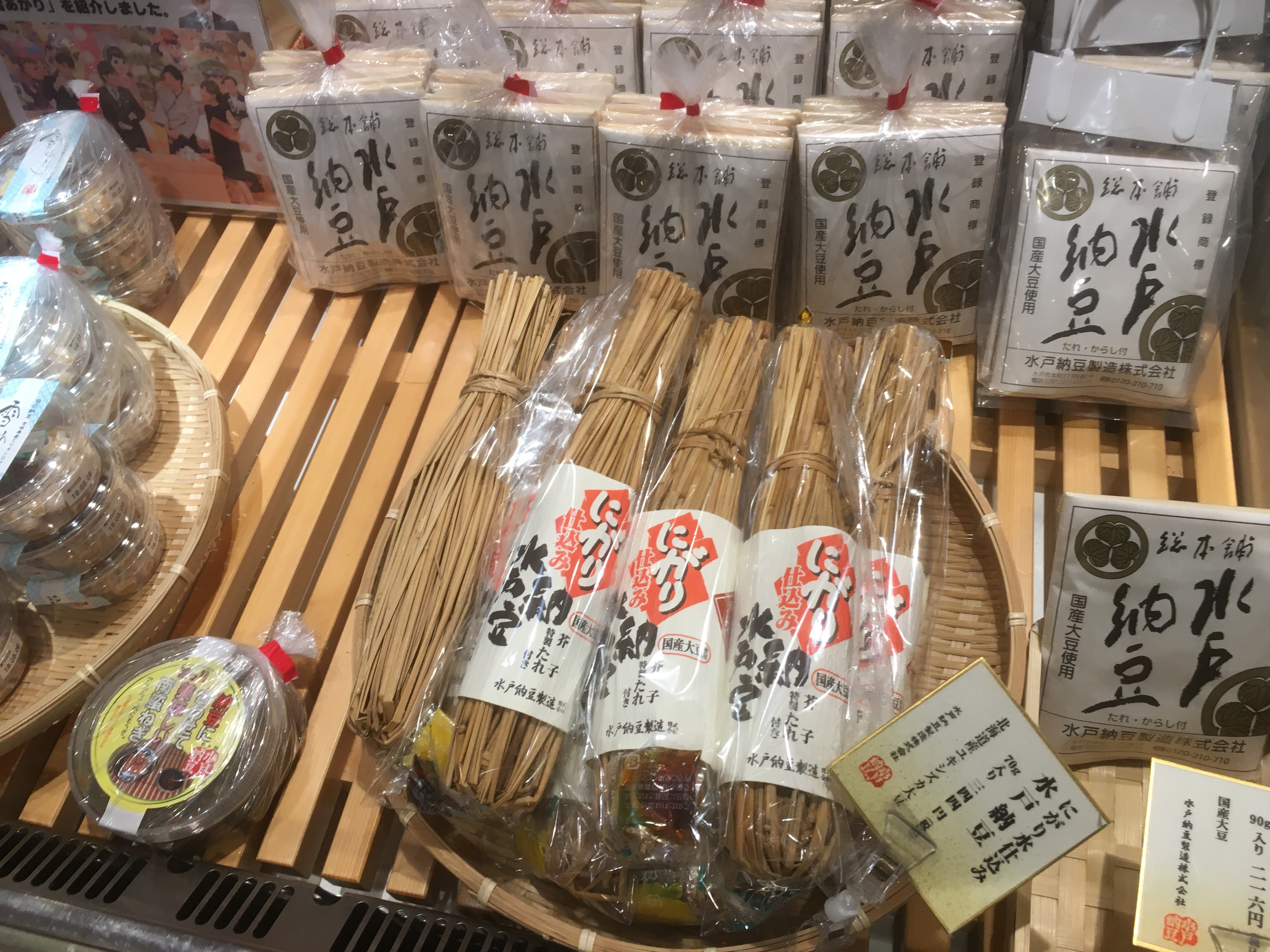
稲わら納豆（画面手前）と経木包みの納豆（画面奥）

### 種の保全状況評価
絶滅危惧種等の指定は受けていないものの、鹿児島県において「その他」の区分をされている。分布地南限であること由来だとみられる。

### 象徴
冬枯れの中でも青いマツ類は東アジアでは生命力の象徴とされ、冬でも青い竹と早春に花が咲く梅と共に親しまれている。この3種を中国では歳寒三友、日本では松竹梅と呼ぶ。冬でも青々とした常緑樹への信仰はヨーロッパにも似たようなものが見られる。日本の正月にマツを飾る習慣がある。正月飾り用のマツは前年の年末に採られることが多いが、これを「正月様迎え」「松迎え」「花迎え」などと呼ぶ。松の枝を採ってくるのは12月13日が良く、逆に12月29日は「苦松」として忌み避けられる地域が多い。西日本を中心に燃料用や魔除けとして広葉樹の枝葉も同時に採取して飾る地域が多く、「年木」「節木」などと呼ばれる。門松も地域差の大きい習慣で飾る位置、飾り方、供物の有無、処分時期などには様々ある。
松葉を用いて田植えの神事を行い豊作を祈る習慣が全国的に広く知られている。長野県では厳冬期の雪原にマツの葉を並べ、田植えの真似事をする「御田植」という風習が各地に伝わる。また、佐渡島においては、ユズリハの枝と共に松の枝を水田に突き刺し豊穣を祈るという。東北地方でも同様の習慣が個々の家単位で行われ、「庭田植」などと呼ばれているという。一方で比較的温暖な南関東以西では、近隣の皆で集まって社寺に芸事として奉納するという形が多く、田植えに限らず収穫までの一連の作業を演じるというものが九州に至る広い範囲で見られる。「田打ち」「田遊び」「田づくり」「鍬祭り」「ナリワイ」など呼び名は様々であるが、儀式中に歌われる内容などには共通性があり、どこかで発したものが広まったと考えられている。
家紋にもよく用いられ、種類数は梅と並びかなり多い。図柄としては特徴的な丸く平たい樹冠や針葉を象ったものが多く見られる。
家の重要部位である梁に用いることから朝鮮半島ではアカマツが家の神として慕われる。半島中部では村の守護神として祀り、定期的に供物を捧げる地域もある。松の夢が出ると官職に付くことができるという吉兆、逆に松が枯れる夢を見ると身内に不幸が起こるなどの言い伝えもあるという。なお、朝鮮半島においてはチョウセンゴヨウのような五葉松はアカマツのような二葉松は扱いが違う。五葉松は二葉松に加えて不変性や強靭な意思の象徴とされ、これは二葉松に比べて樹形が崩れにくく、老木でも通直な状態を保つからではないかと推測されている。
アカマツの花言葉は、「不老長寿」とされる。

#### 著名なアカマツ
著名な個体群や個体は各地に存在するが、クロマツと同じくマツ材線虫病の蔓延によりかなりの数の銘木がここ数十年のうちに消えている。植物天然記念物一覧も参考のこと。巨樹信仰はアカマツ分布域の日本と朝鮮半島いずれでも見られるが、立地や所有者、巨樹にまつわる伝承などには違いが見られるという。
- 平松のウツクシマツ自生地（滋賀県湖南市）特徴的な多幹樹形のアカマツの群生地（国の天然記念物 1921年10月指定）[118]
- 御油の松並木（愛知県豊川市) 旧・東海道の松並木でアカマツが中心となっている（国の天然記念物 1944年11月指定）[119]
- 奇跡の一本松（岩手県陸前高田市）東北地方太平洋沖地震による津波によって壊滅した高田松原において倒壊せず残った唯一の個体で、遺伝子的にはアカマツとクロマツとの雑種とされる。後に枯死したが震災遺構として活用するため、根以外の部分は保存処理が行われ現場に再設置された。
- 萬休院の舞鶴松（山梨県北杜市）ツルが羽を広げたような樹形が特長だったが、マツ材線虫病の感染により枯死した。（国の天然記念物 1934年指定、2008年解除）

#### アカマツをシンボルとする自治体
日本
県
- 岡山県[120]
- 山口県[121]
- 岩手県（※単なるアカマツではなくナンブアカマツとしている）

市町村
- 北海道 七飯町[122]
- 青森県 東北町[123] （※単なるアカマツではなく甲地赤松として指定）
- 福島県 会津若松市[124] 、伊達市[125]、桑折町[126]、浅川町、矢吹町、玉川村、国見町
- 栃木県 益子町[127]
- 長野県 松本市[128]、南箕輪村[129]
- 島根県 松江市[130]（※アカマツともクロマツとも指定しない「マツ」が市の木として指定されている）

大韓民国
区
- 江北区 (ソウル特別市)

アカマツをモチーフとしたゆるキャラ
- まっくん:南箕輪村

「松」の字をばらし「木」と「公」をモチーフにした松江市の市章

## 名称
マツの由来は「（神を）祀る木」「（神の降臨を）待つ木」「（冬でも緑を）保つ木」など諸説ある。『大和本草』では「タモツ」説をとっている。
標準和名アカマツは樹皮の色に由来すると見られる。なお、形態節の通り新芽も赤褐色であり、方言名にはこちらを呼んだと見られる「アカホマツ」などの名前も僅かに知られる。方言名の種類は少なく、アカマツが訛った程度のものが多い。アカマツの方言名で特徴的なのは「メマツ（雌松）」、「オナゴマツ（女子松）」、「オンナマツ（女松）」、「ヒメマツ（姫松）」などの女性を連想させる名前で、これは全国的に知られる。これに対して男性的な名前はクロマツに与える地域が多い。他は少数派であるが「フタバマツ（二葉松）」（東日本）など葉の形態に由来する名前のほか、「ヤニカキマツ（脂掻き松）」（岩手県内陸）のように用途による名前、「ジマツ（地松）」（静岡県）、単なる「マジ（松）」（岩手県沿岸部）など普通種であることを示す名前もみられる。
朝鮮語名は「소나무」（ウシの木）といい、恐らくは曲がった樹形を牛の角に例えたものだとみられる。種小名のdensifloraも「密集した花」という形態的な特徴に因む命名で、他のマツ類に比べて雄花が花穂のかなり上まで付くことがある様を示しているとみられる。

### 分類学上の位置づけ
ユーラシア地域に広く分布するヨーロッパアカマツ（Pinus sylvestris）やアメリカに分布するレジノーサマツ（Pinus resinosa）は樹皮が赤く二針葉であることなど形態的な類似点やしばしばred pine（赤いマツ）などと呼ばれる名前から、アカマツに近縁ではないかなどと言われることもあるが、これらとは生殖的には交雑できない（健全な種子を生産できない）ことが報告されている。
クロマツとはしばしば雑種を作ることで知られ、アイグロマツなどと呼ばれる（アカクロマツ、アイマツ、アイノコマツ等々雑種の呼び名も知られる。）